# مایکل مالتزان
مایکل مالتزان (انگلیسی: Michael Maltzan؛ زادهٔ ۱۰ اکتبر ۱۹۵۹) معمار اهل ایالات متحده آمریکا است.